# Риверсул
Риверсул (порт. Riversul) — муниципалитет в Бразилии, входит в штат Сан-Паулу. Составная часть мезорегиона Итапетининга. Входит в экономико-статистический микрорегион Итапева. Население составляет 5561 человек на 2006 год. Занимает площадь 386,204 км². Плотность населения — 14,4 чел./км².

## История
Город основан 31 декабря 1957 года.

## Статистика
- Валовой внутренний продукт на 2003 составляет 36.125.455,00 реалов (данные: Бразильский институт географии и статистики).
- Валовой внутренний продукт на душу населения на 2003 составляет 5.726,02 реалов (данные: Бразильский институт географии и статистики).
- Индекс развития человеческого потенциала на 2000 составляет 0,694 (данные: Программа развития ООН).

## География
Климат местности: субтропический. В соответствии с классификацией Кёппена, климат относится к категории Cfa.